# 乔尔诺巴伊夫卡市镇
乔尔诺巴伊夫卡乡级市镇（烏克蘭語：Чорнобаївська сільська громада），是乌克兰赫尔松州赫尔松区的一个市镇，行政中心为乔尔诺巴伊夫卡。市镇面积为241.9平方公里，人口数量为6,618人（2023年）。

## 聚居点
该市镇包括9个村庄和一个乡村定居点。村庄列表如下：
- 巴爾維諾克
- 布拉霍达特内
- 泽莱内哈伊
- 基塞利夫卡
- 克拉帕亞
- 克魯特伊亞爾
- 波萨德-波克罗夫斯凯
- 索爾達茨凱
- 乔尔诺巴伊夫卡